# Muang Et
Muang Et är ett distrikt i Laos.   Det ligger i provinsen Hua Phan, i den norra delen av landet, 300 km norr om huvudstaden Vientiane.